# Miami Shores Thematic Resource
El Miami Shores Thematic Resource — en Miami Shores, condado de Miami-Dade, Florida es una serie de edificios históricos agregados de forma múltiple al Registro  Nacional de Lugares Históricos.
| Nombre                                  | Conocido como                        | Dirección                   | Agregado                |
| Edificio en 10108 Northeast 1st Avenue  | Shoreland Company-Mode Home          | 10108 Northeast 1st Avenue  | 14 de noviembre de 1988 |
| Edificio en 107 Northeast 96th Street   | Shoreland Company-House No. 1        | 107 Northeast 96th Street   | 14 de noviembre de 1988 |
| Edificio en 121 Northeast 100th Street  |                                      | 121 Northeast 100th Street  | 14 de noviembre de 1988 |
| Edificio en 1291 Northeast 102nd Street |                                      | 1291 Northeast 102nd Street | 14 de noviembre de 1988 |
| Edificio en 145 Northeast 95th Street   | Shoreland Company-House No. 9        | 145 Northeast 95th Street   | 14 de noviembre de 1988 |
| Edificio en 253 Northeast 99th Street   | Shoreland Company-House No. 405      | 253 Northeast 99th Street   | 14 de noviembre de 1988 |
| Edificio en 257 Northeast 91st Street   | Shoreland Company House Number 6     | 257 Northeast 91st Street   | 14 de noviembre de 1988 |
| Edificio en 262 Northeast 96th Street   | Shoreland Company-House No. 3        | 262 Northeast 96th Street   | 14 de noviembre de 1988 |
| Edificio en 273 Northeast 98th Street   | Shoreland Company-House No. 18       | 273 Northeast 98th Street   | 14 de noviembre de 1988 |
| Edificio en 276 Northeast 98th Street   |                                      | 276 Northeast 98th Street   | 14 de noviembre de 1988 |
| Edificio en 284 Northeast 96th Street   |                                      | 284 Northeast 96th Street   | 14 de noviembre de 1988 |
| Edificio en 287 Northeast 96th Street   |                                      | 287 Northeast 96th Street   | 14 de noviembre de 1988 |
| Edificio en 310 Northeast 99th Street   | Shoreland Company-House No. 19       | 310 Northeast 99th Street   | 14 de noviembre de 1988 |
| Edificio en 353 Northest 91st Street    |                                      | 353 Northeast 91st Street   | 14 de noviembre de 1988 |
| Edificio en 357 Northeast 92nd Street   | Shoreland Company Residence No. 1035 | 357 Northeast 92nd Street   | 14 de noviembre de 1988 |
| Edificio en 361 Northeast 97th Street   | Shoreland Company-House No. 8        | 361 Northeast 97th Street   | 14 de noviembre de 1988 |
| Edificio en 379 Northeast 94th Street   |                                      | 379 Northeast 94th Street   | 14 de noviembre de 1988 |
| Edificio en 384 Northeast 94th Street   | Shoreland Company-House No. 12       | 384 Northeast 94th Street   | 14 de noviembre de 1988 |
| Edificio en 389 Northeast 99th Street   |                                      | 389 Northeast 99th Street   | 14 de noviembre de 1988 |
| Edificio en 431 Northeast 94th Street   |                                      | 431 Northeast 94th Street   | 14 de noviembre de 1988 |
| Edificio en 477 Northeast 92nd Street   | Shoreland Company-Residence No. 526  | 477 Northeast 92nd Street   | 14 de noviembre de 1988 |
| Edificio en 540 Northeast 96th Street   | Shoreland Company-Residence No. 101  | 540 Northeast 96th Street   | 14 de noviembre de 1988 |
| Edificio en 553 Northeast 101st Street  |                                      | 553 Northeast 101st Street  | 14 de noviembre de 1988 |
| Edificio en 561 Northeast 101st Street  |                                      | 561 Northeast 101st Street  | 14 de noviembre de 1988 |
| Edificio en 577 Northeast 96th Street   | Shoreland Company-Residence No. 105  | 577 Northeast 96th Street   | 14 de noviembre de 1988 |

## Galería

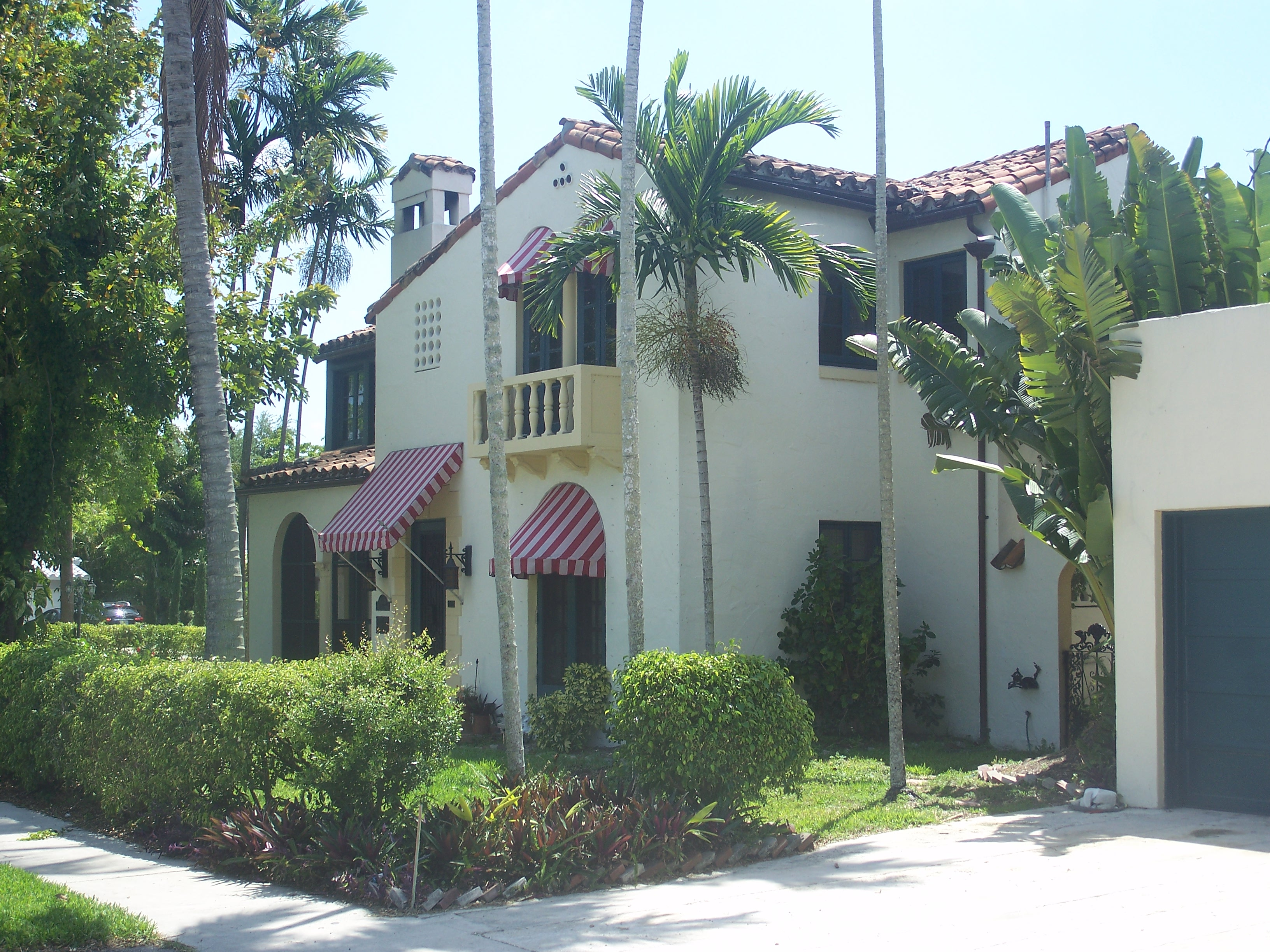
Edificio en 10108 NE 1st Avenue
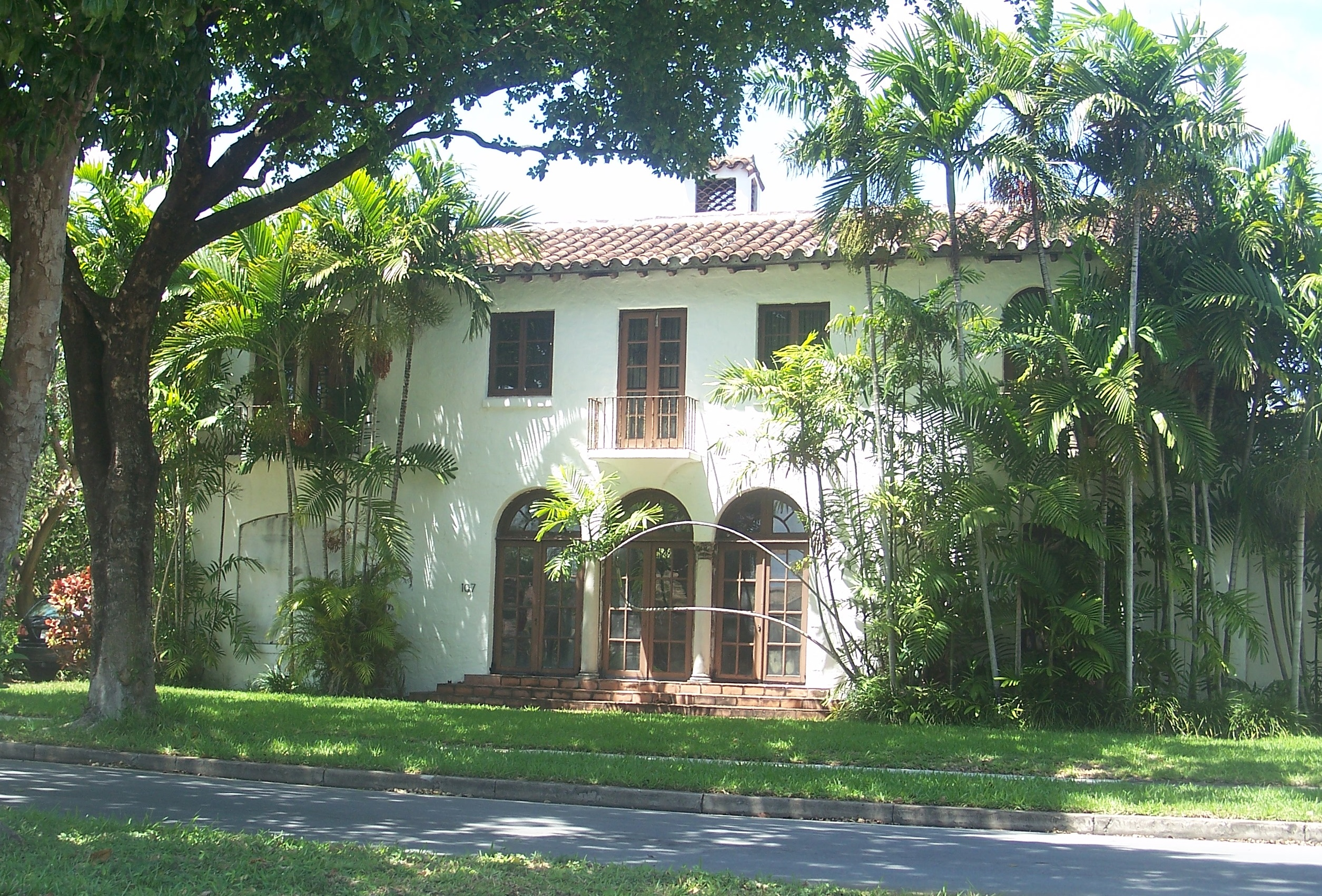
Edificio en 107 NE 96th Street
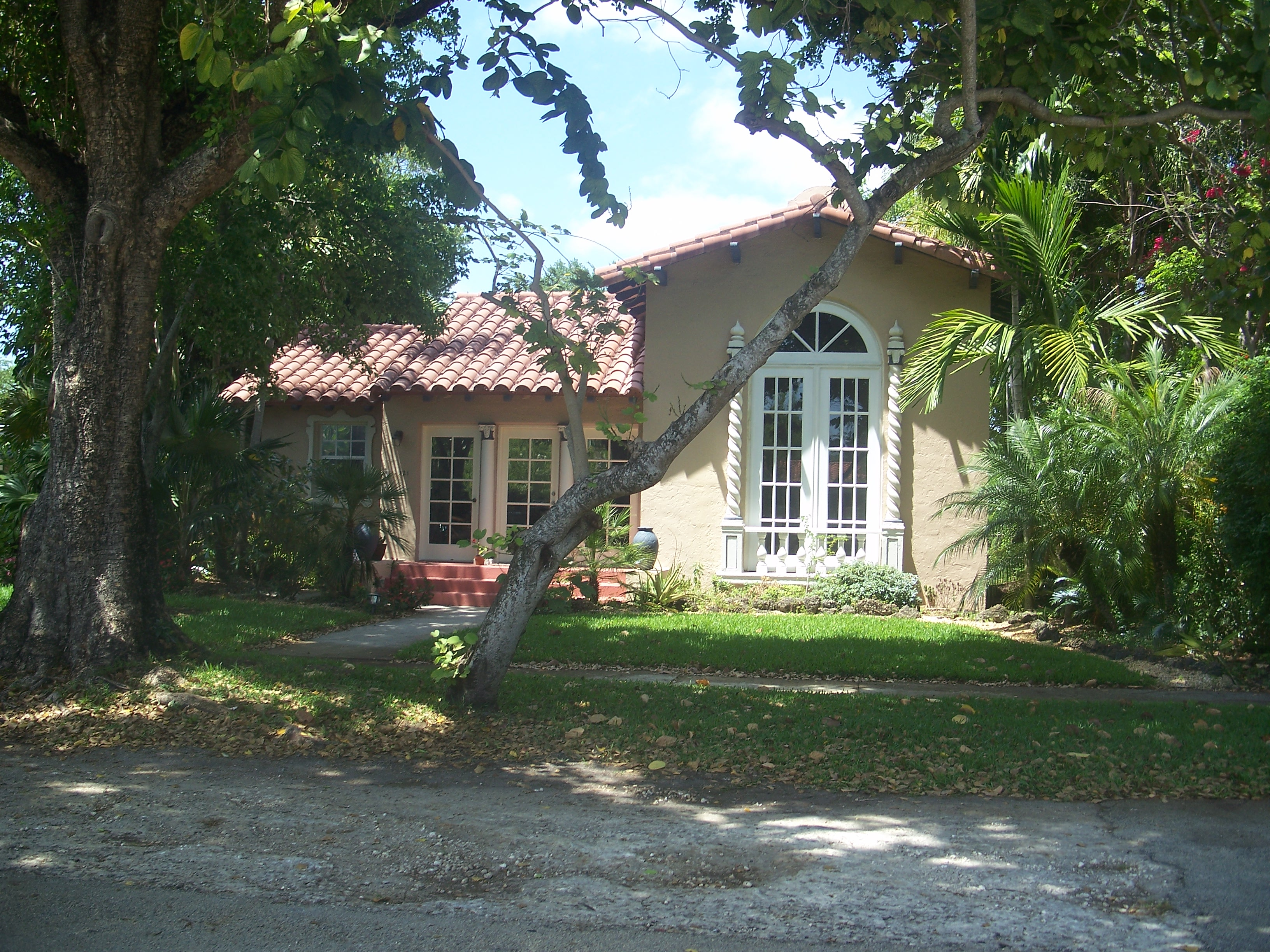
Edificio en 121 NE 100th Street
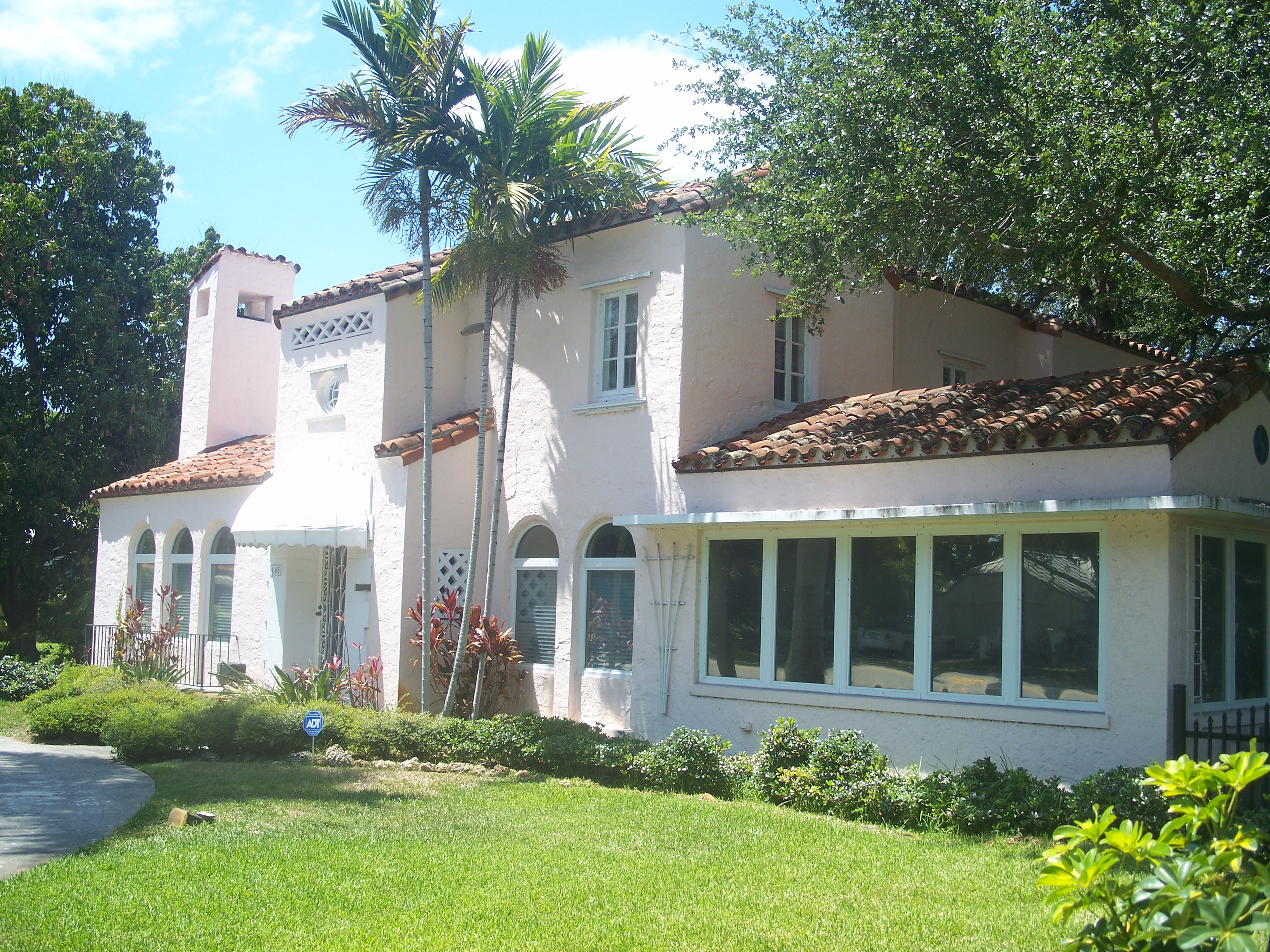
Edificio en 145 NE 95th Street
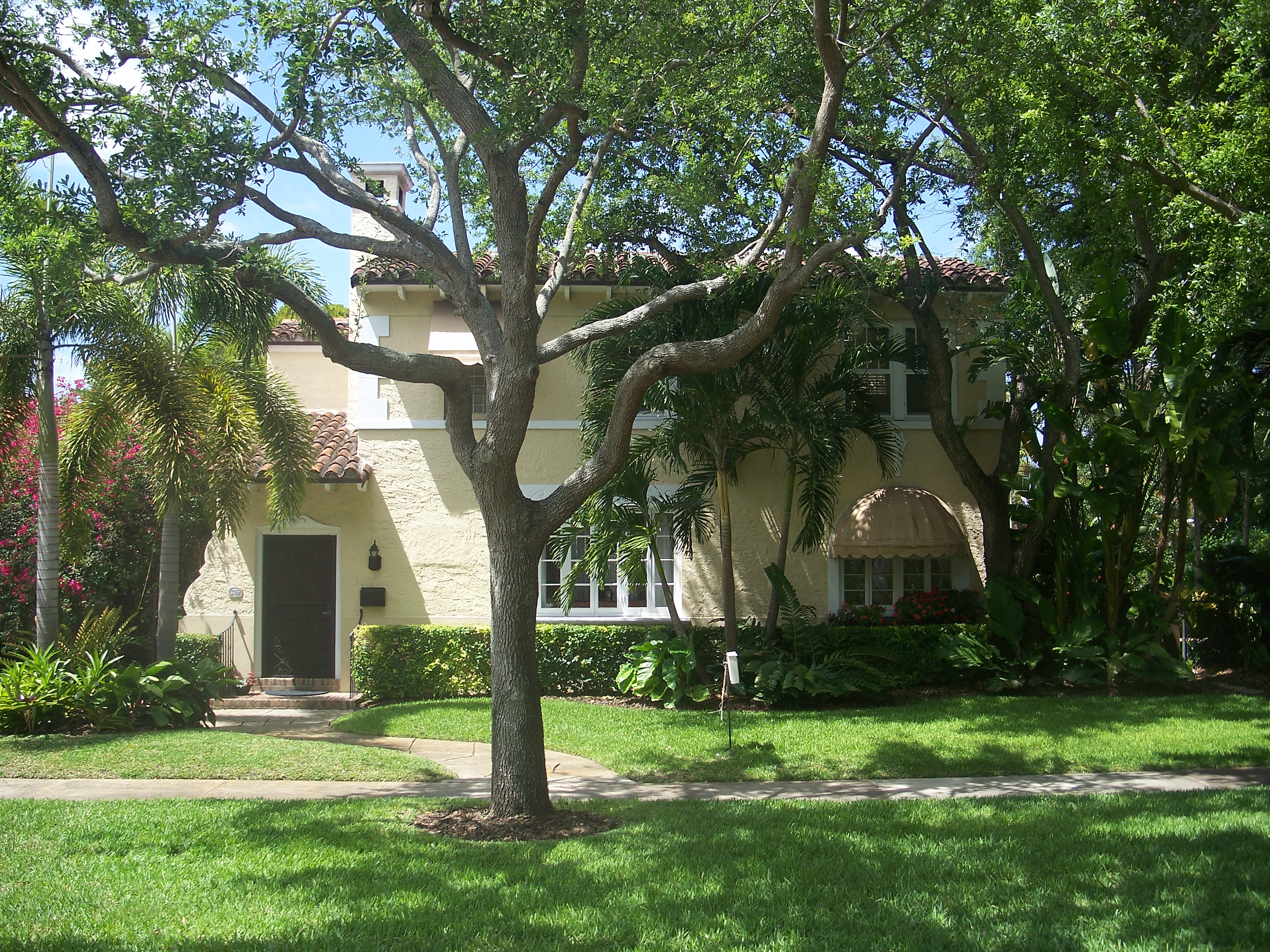
Edificio en 253 NE 99th Street
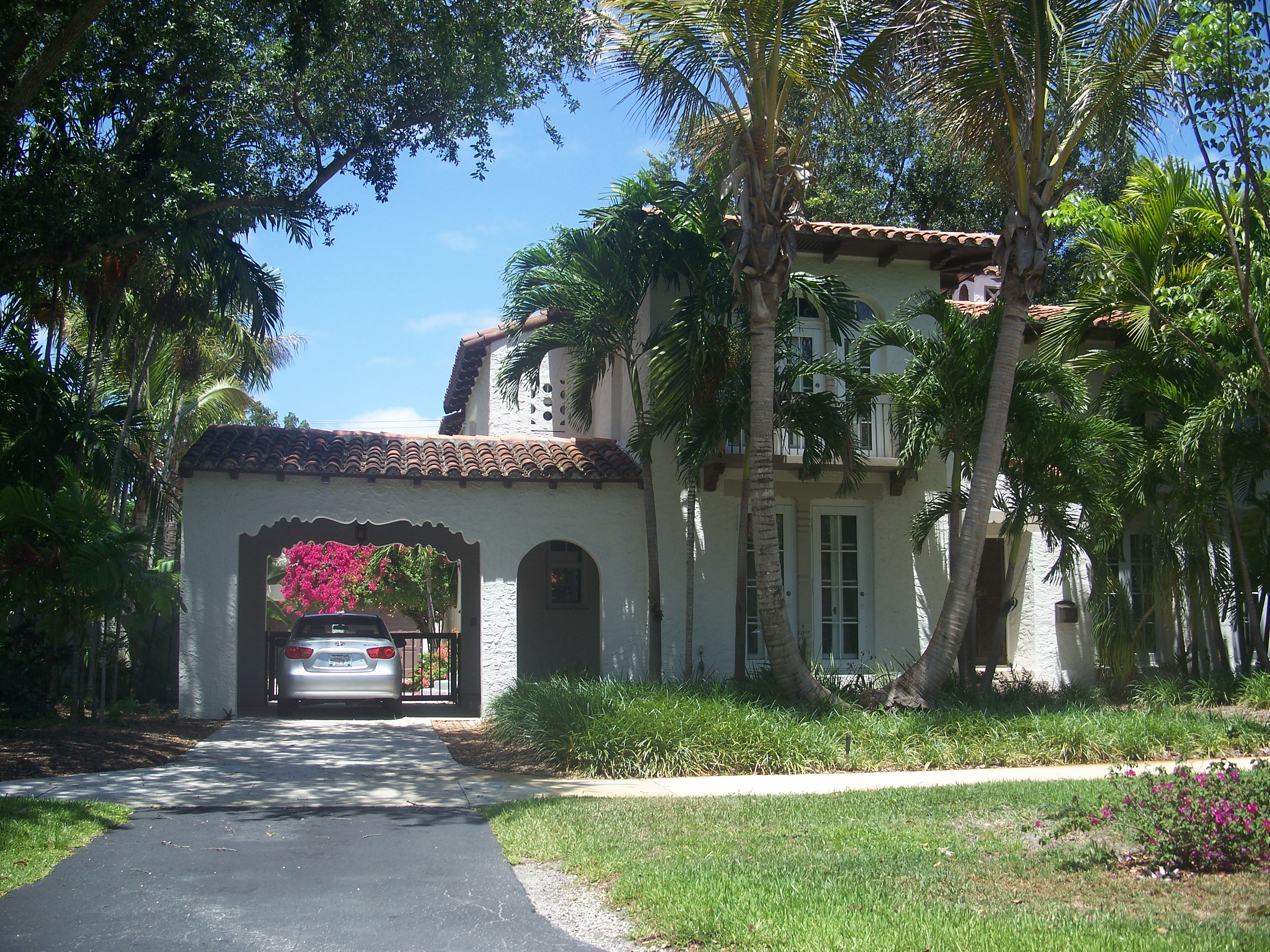
Edificio en 257 NE 91st Street
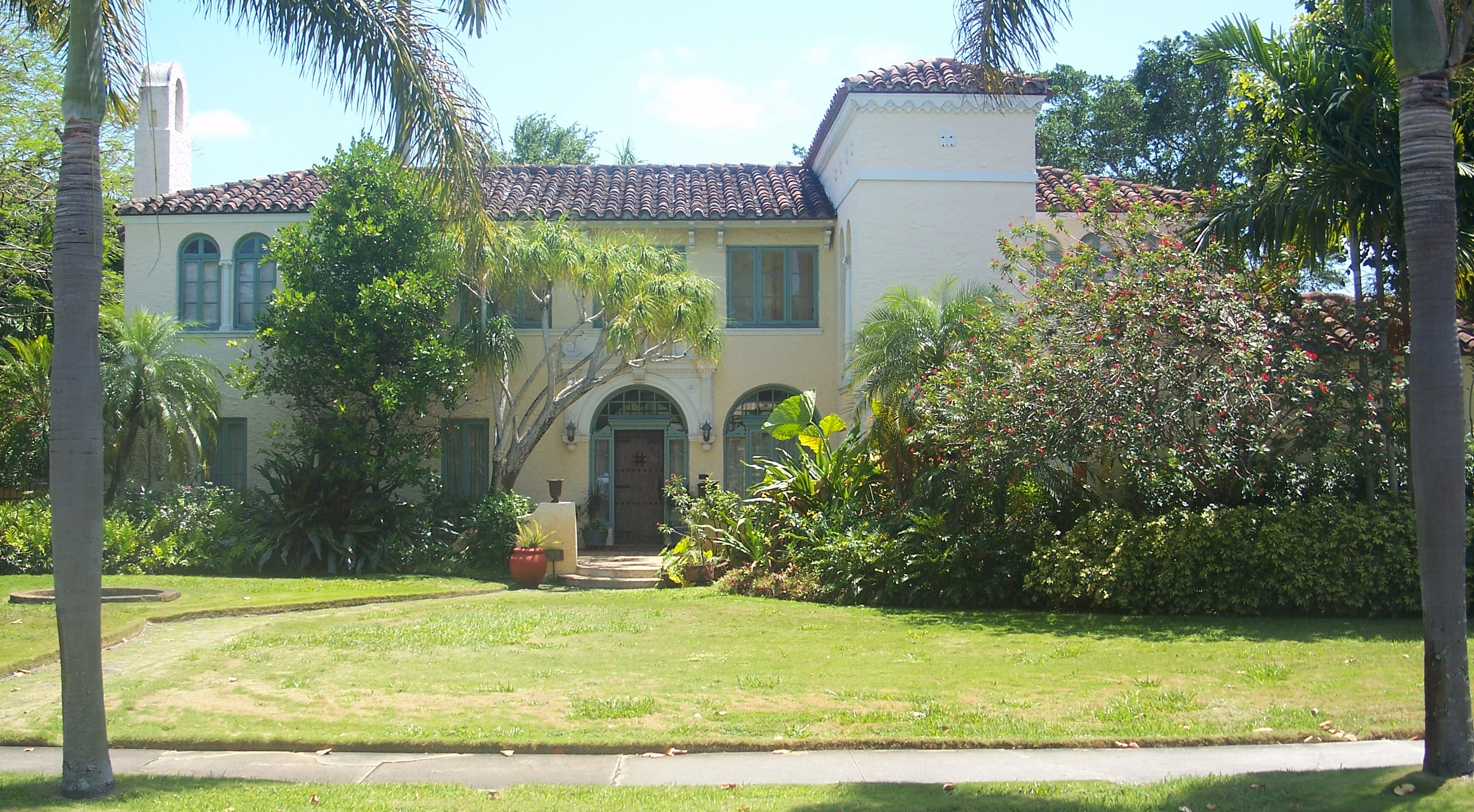
Edificio en 262 NE 96th Street
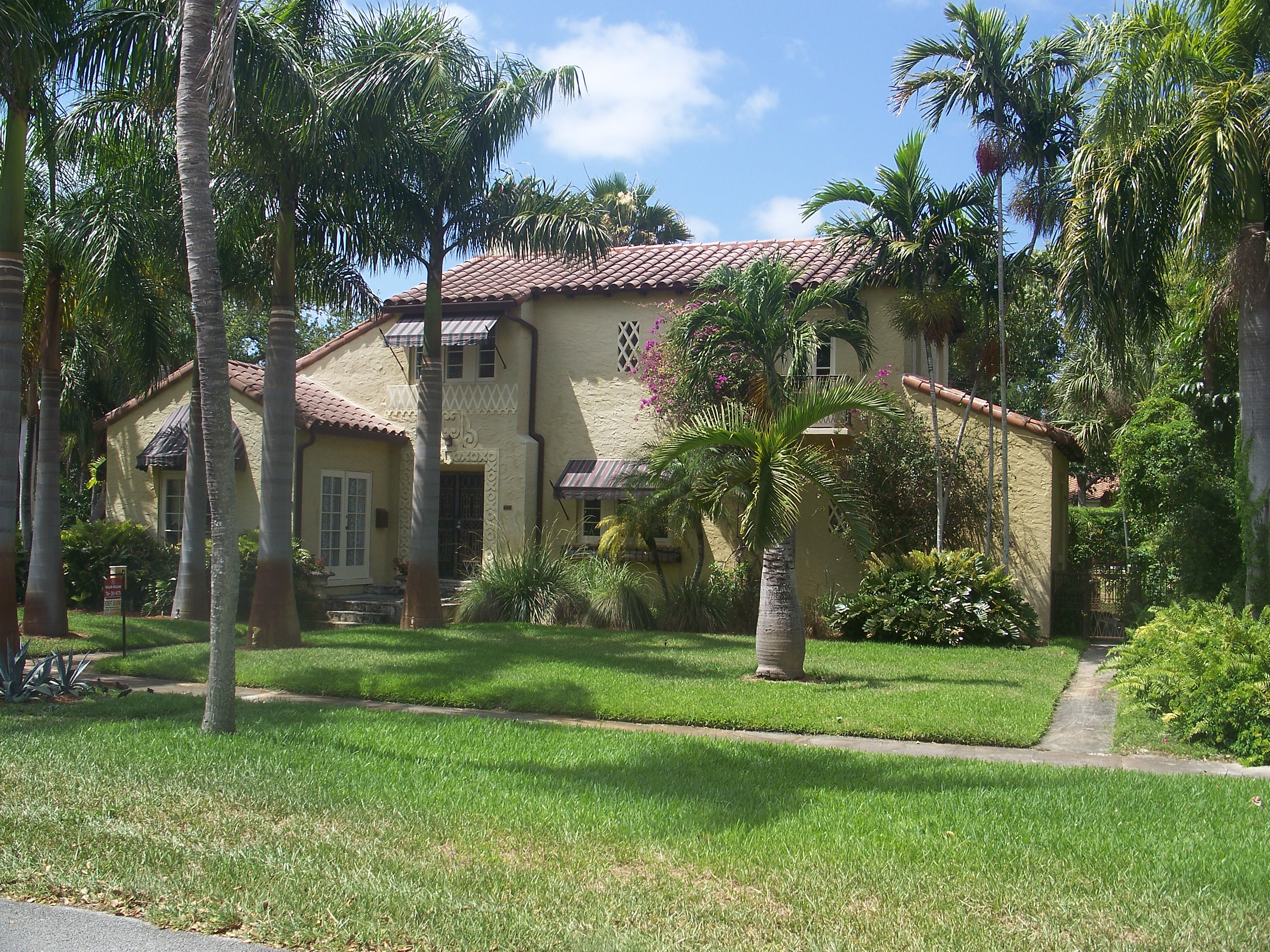
Edificio en 273 NE 98th Street
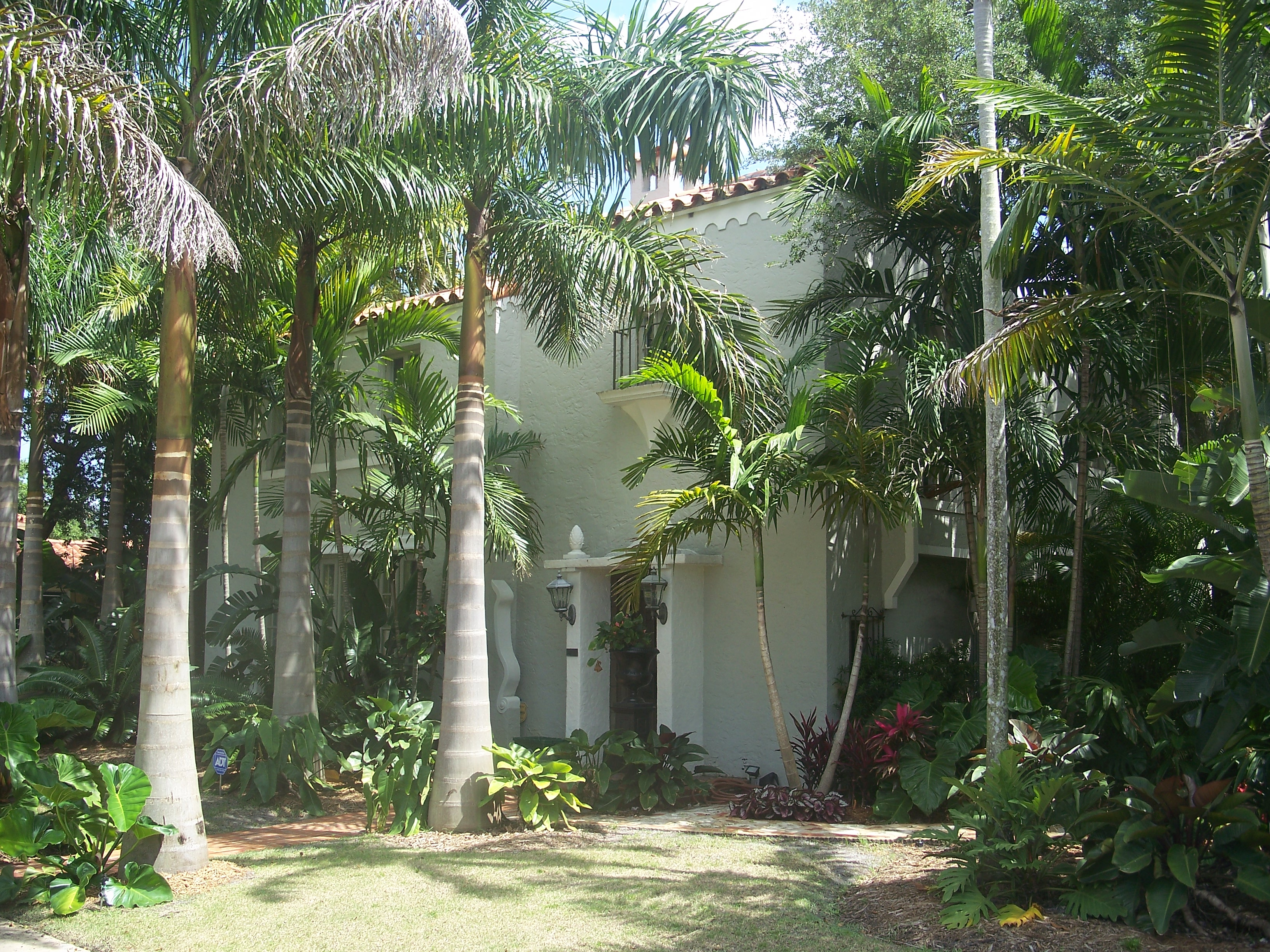
Edificio en 276 NE 98th Street
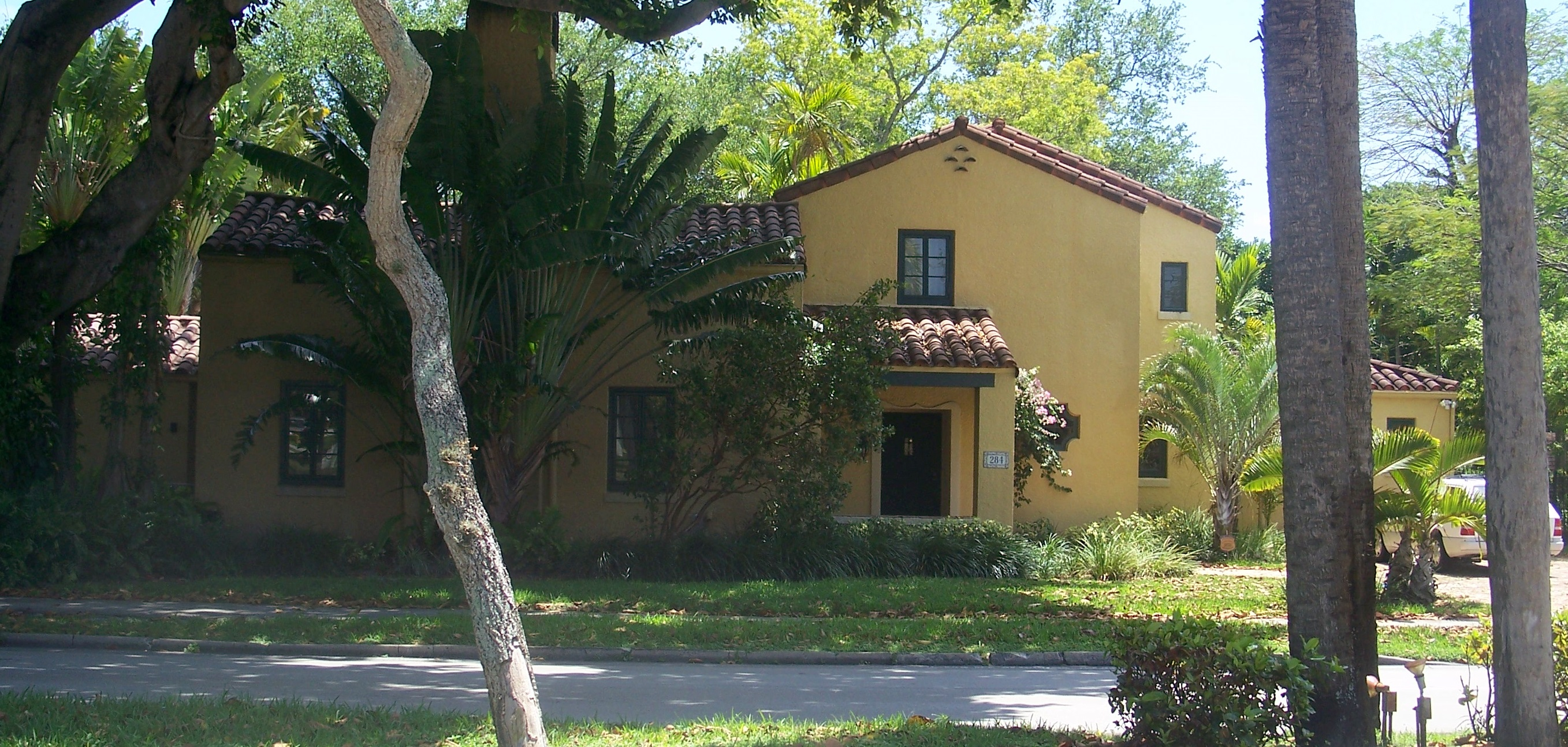
Edificio en 284 NE 96th Street
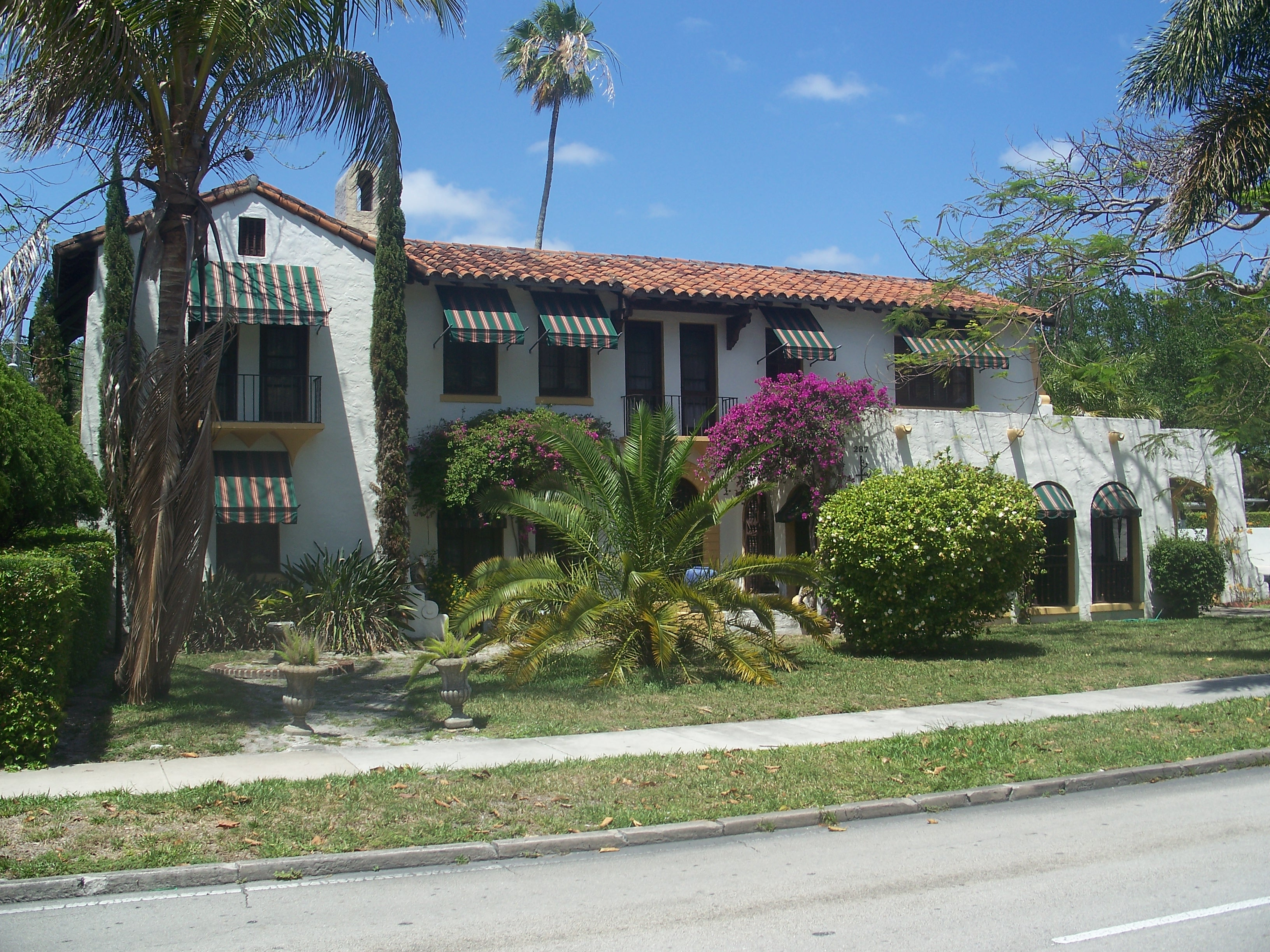
Edificio en 287 NE 96th Street
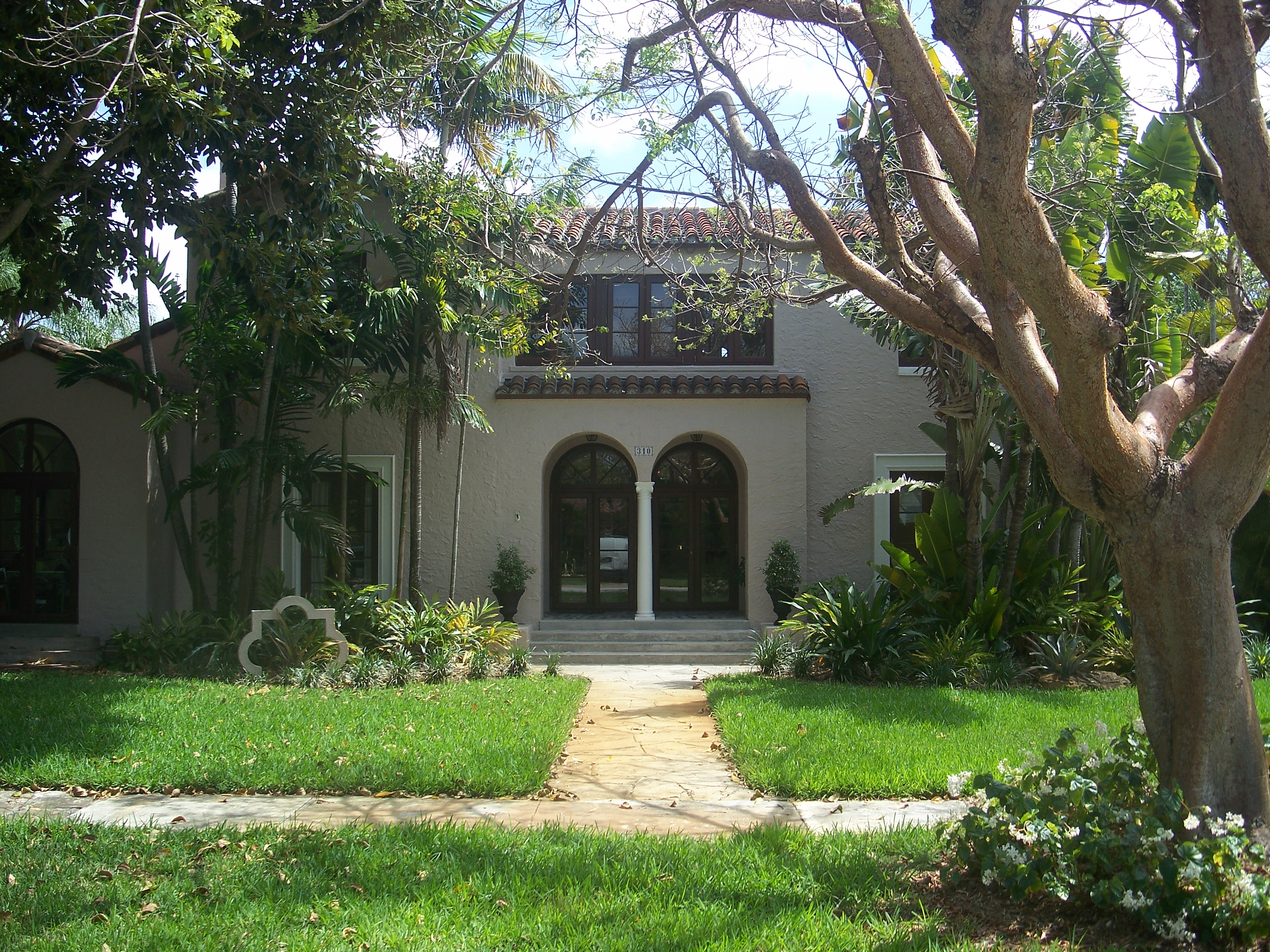
Edificio en 310 NE 99th Street
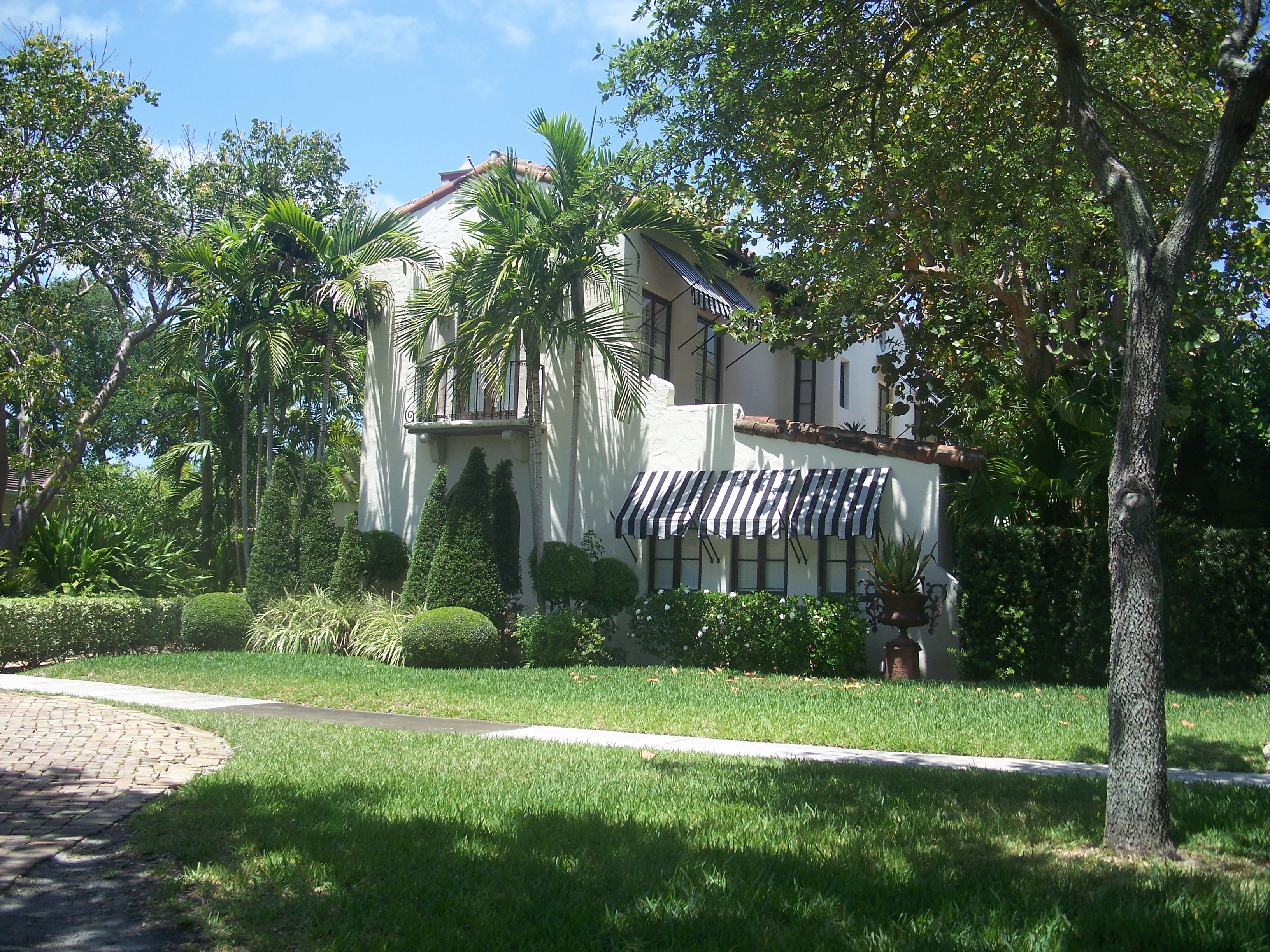
Edificio en 353 NE 91st Street
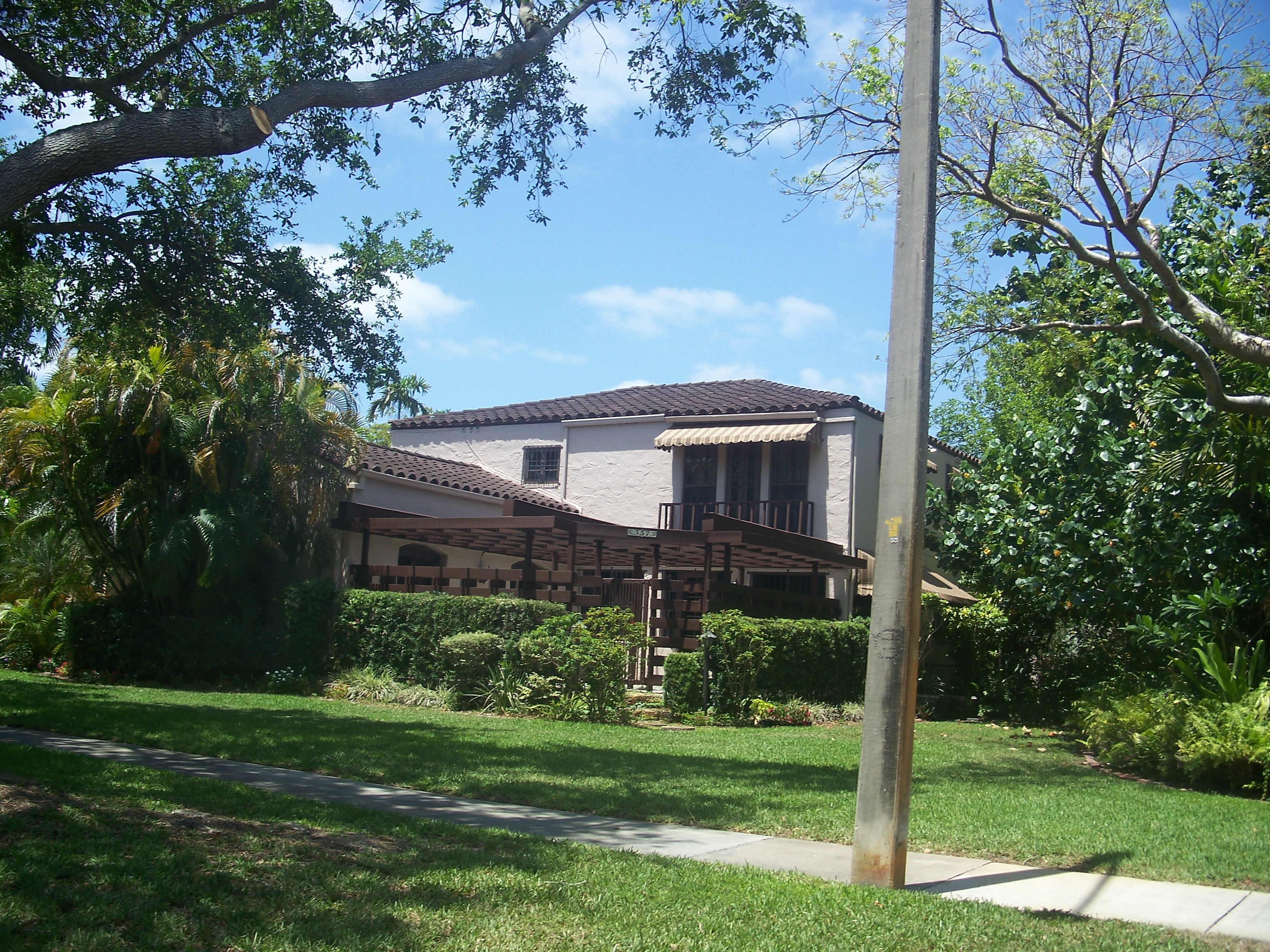
Edificio en 357 NE 92nd Street
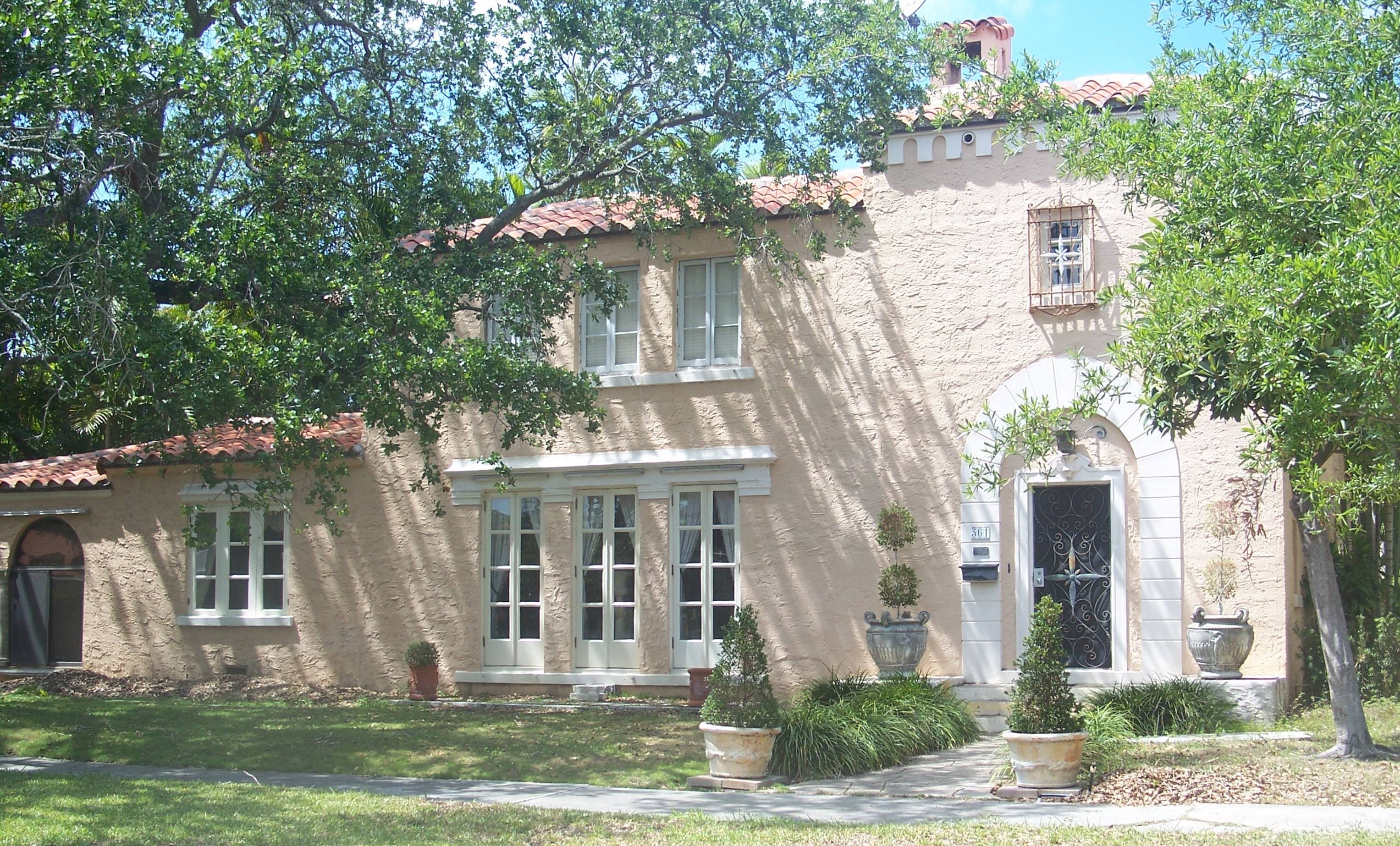
Edificio en 361 NE 97th Street
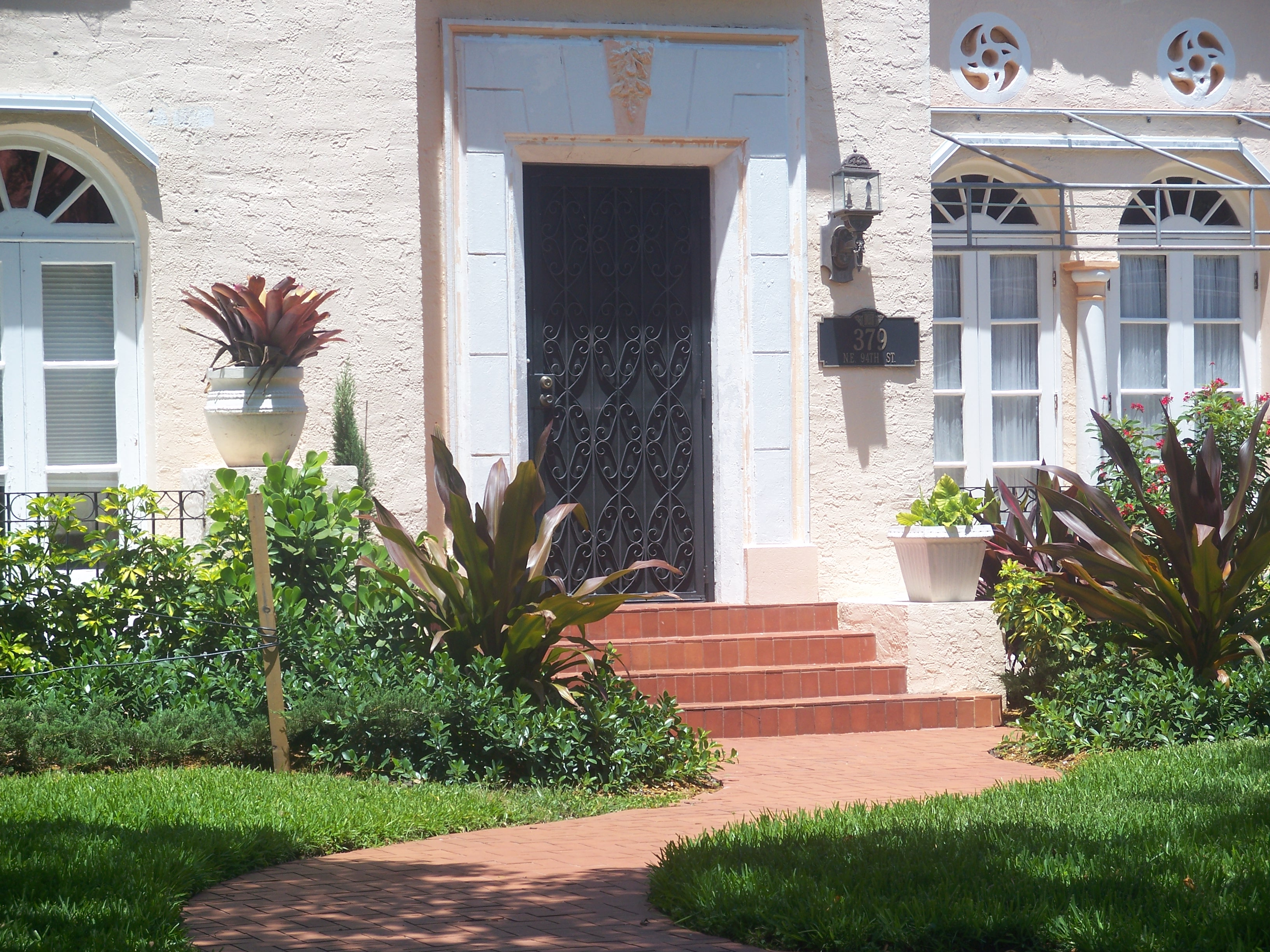
Edificio en 379 NE 94th Street
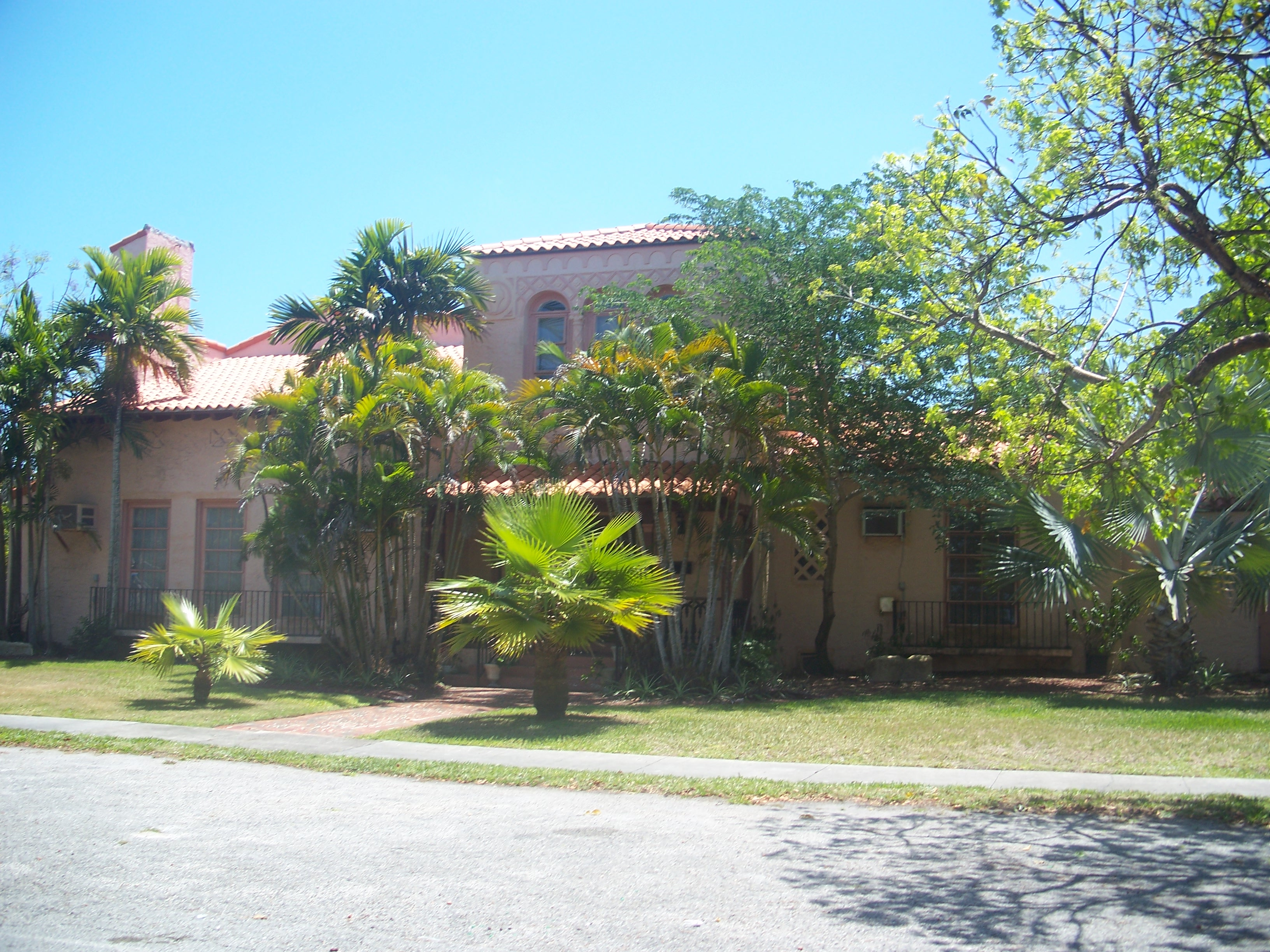
Edificio en 384 NE 94th Street
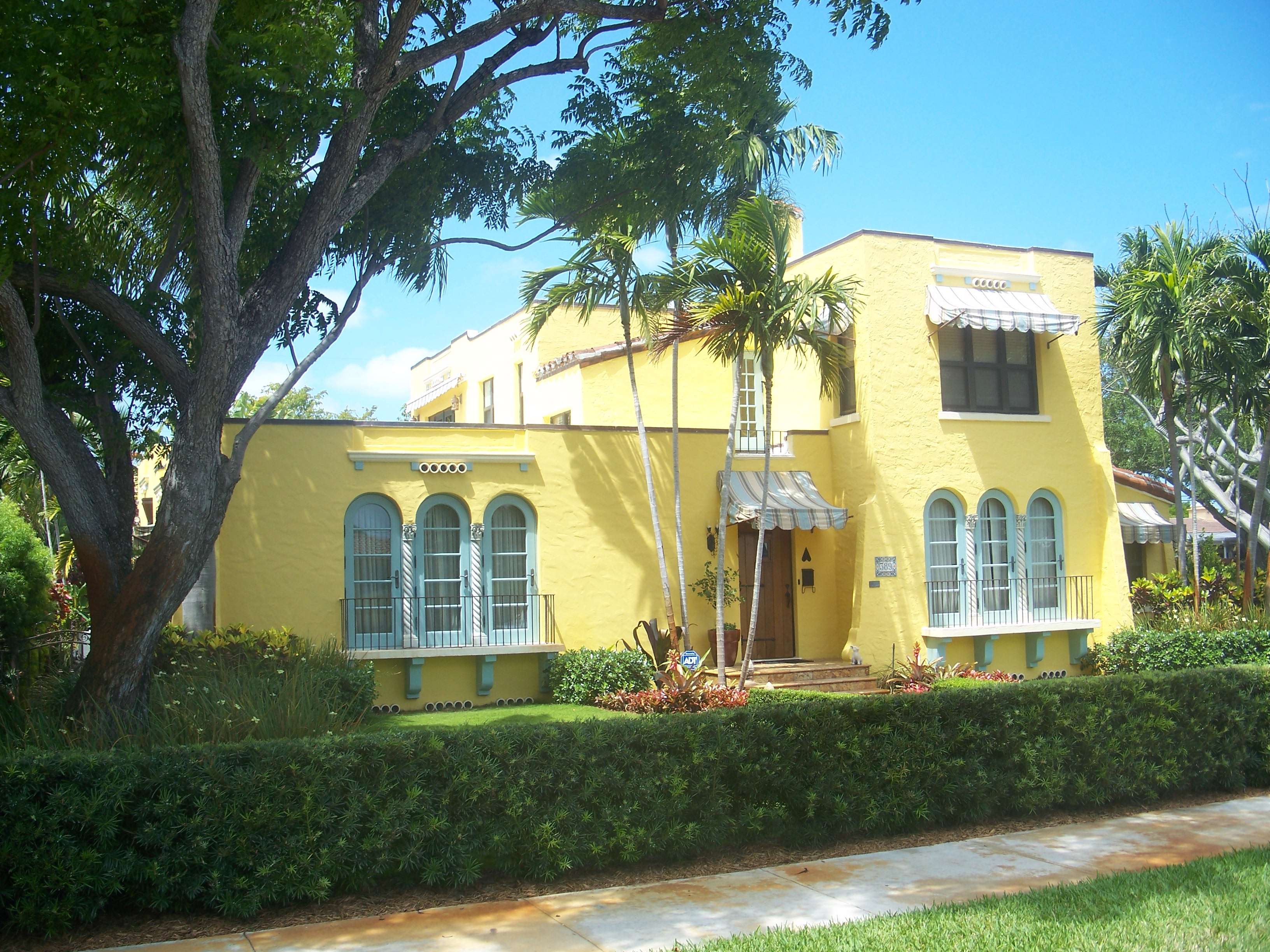
Edificio en 389 NE 99th Street
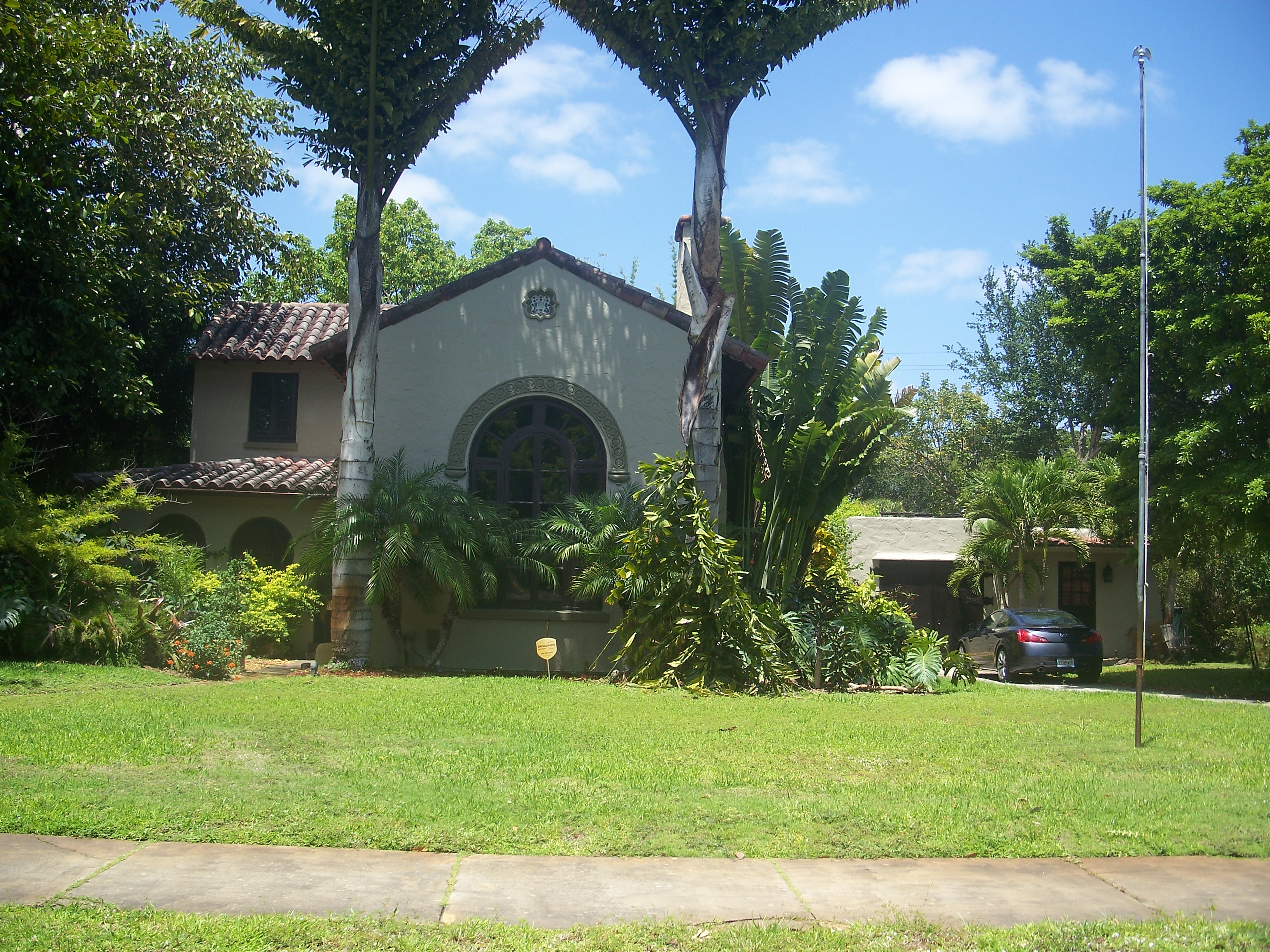
Edificio en 431 NE 94th Street
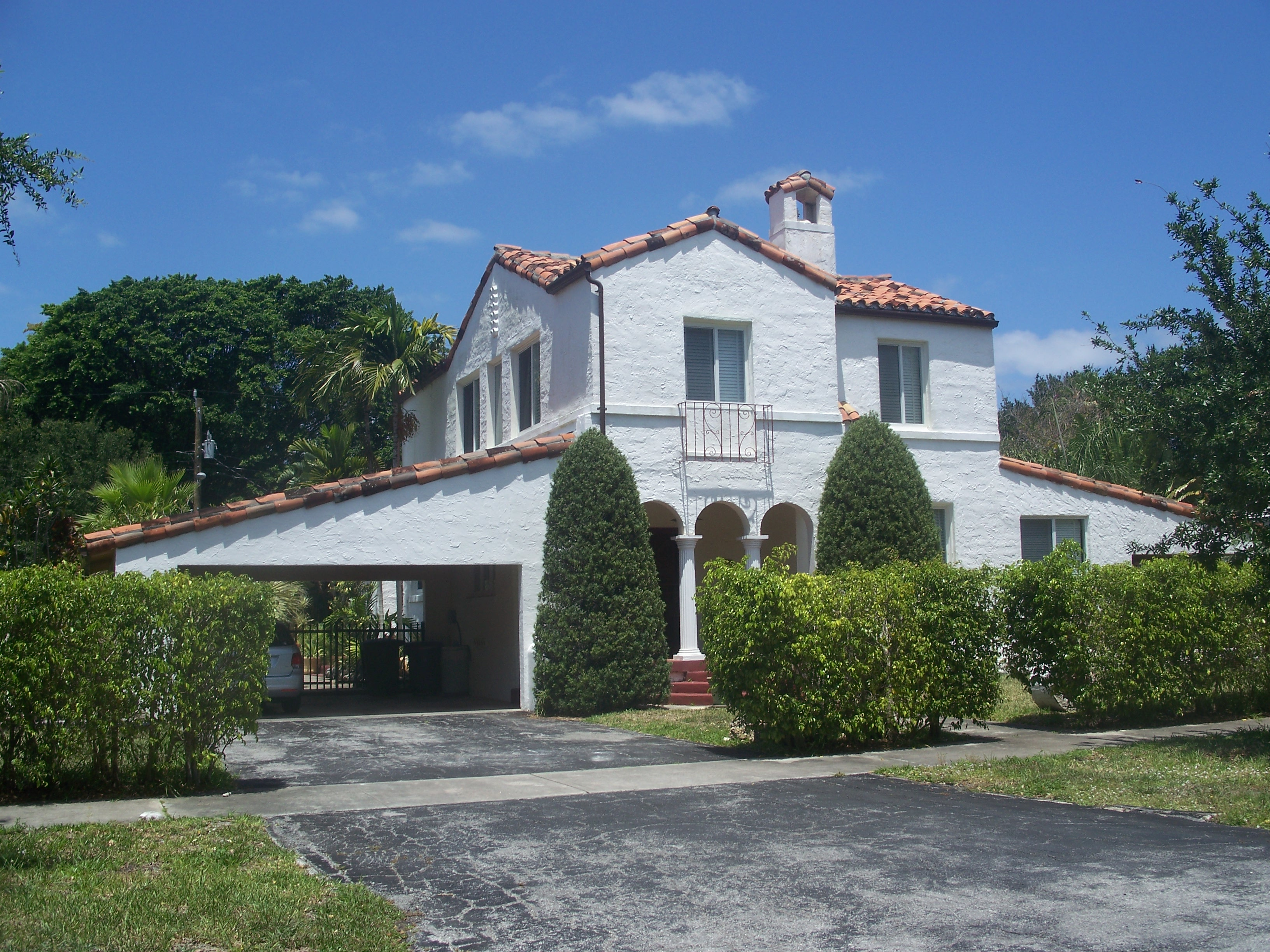
Edificio en 477 NE 92nd Street
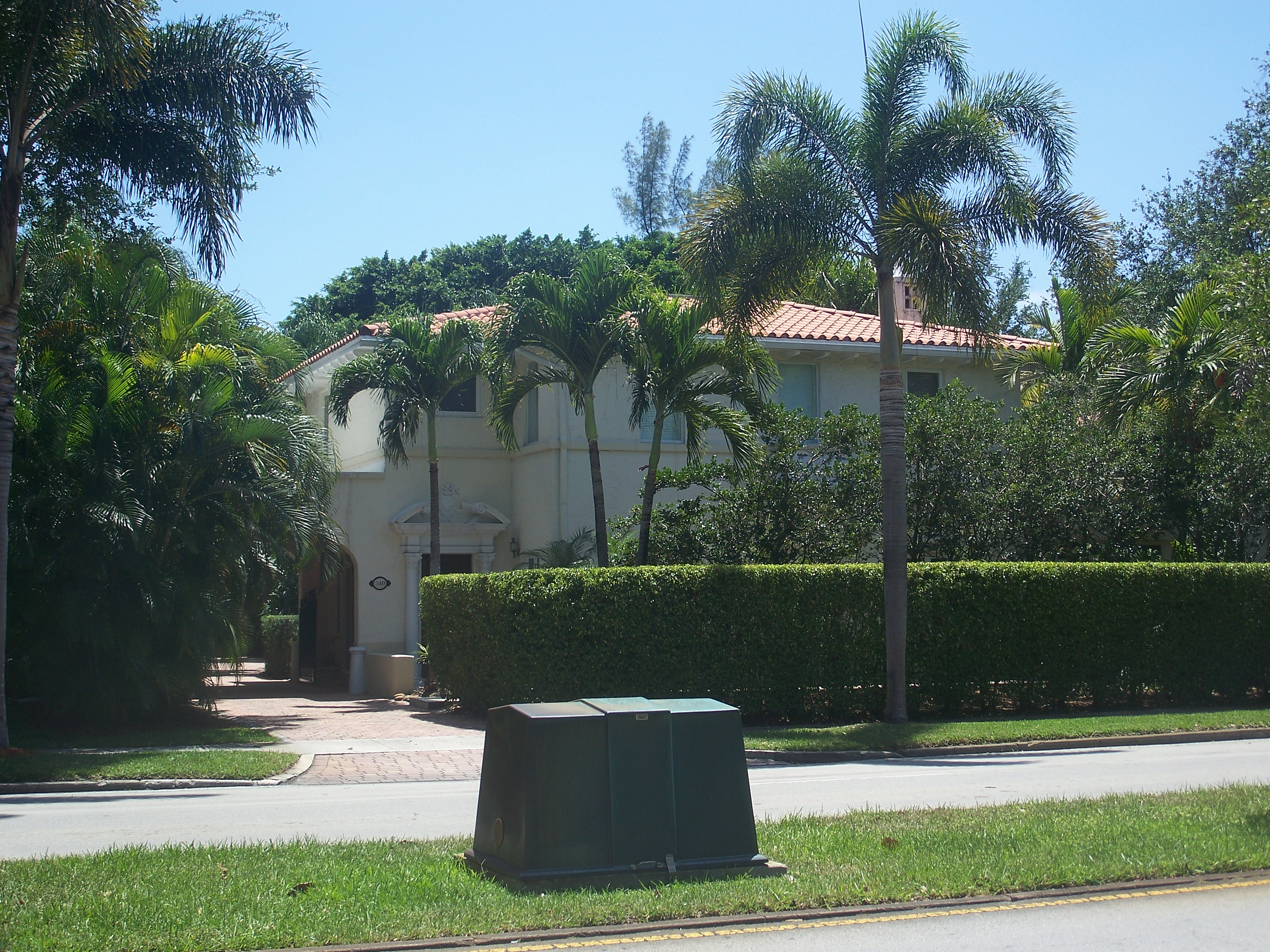
Edificio en 540 NE 96th Street
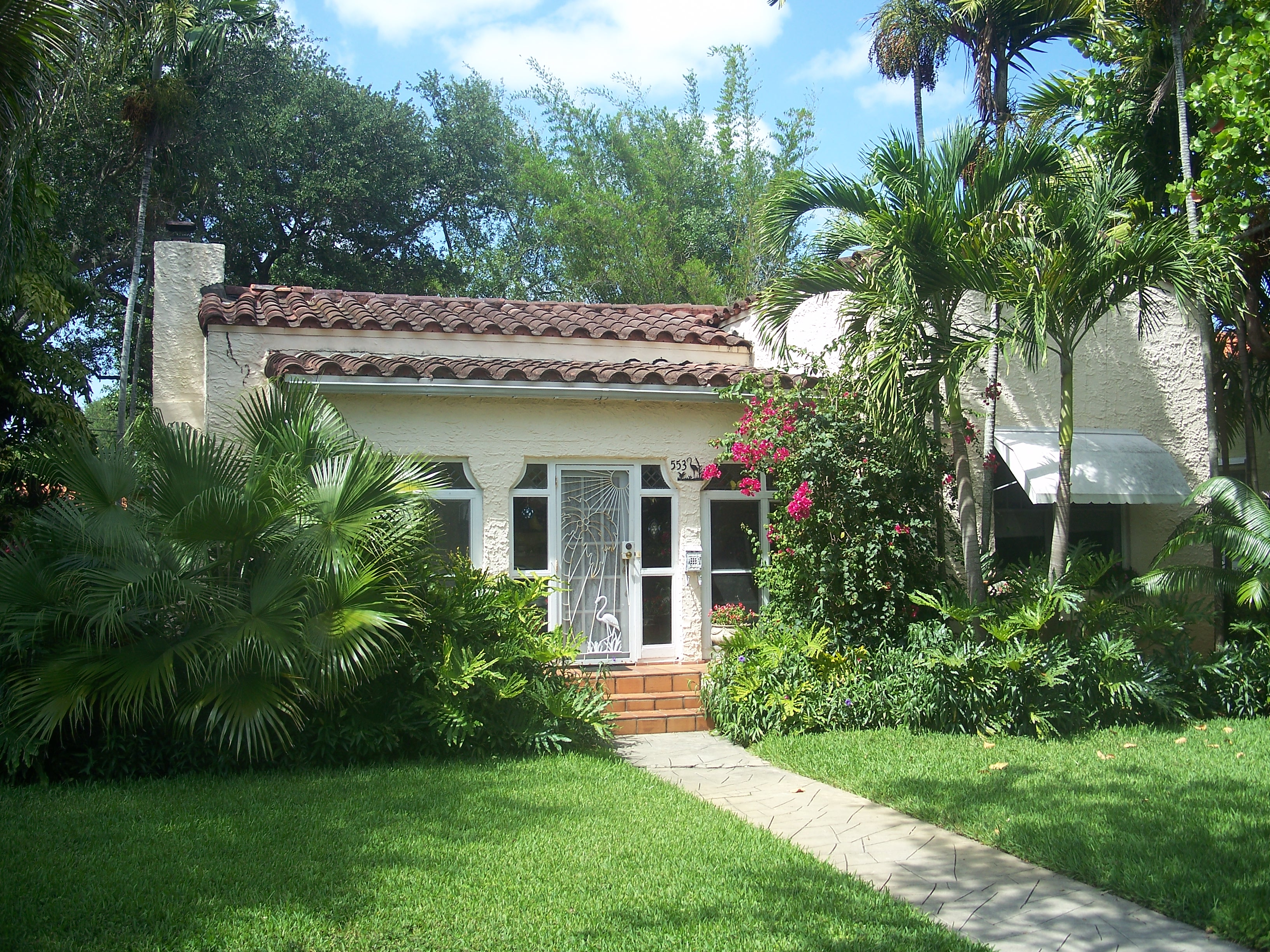
Edificio en 553 NE 101st Street
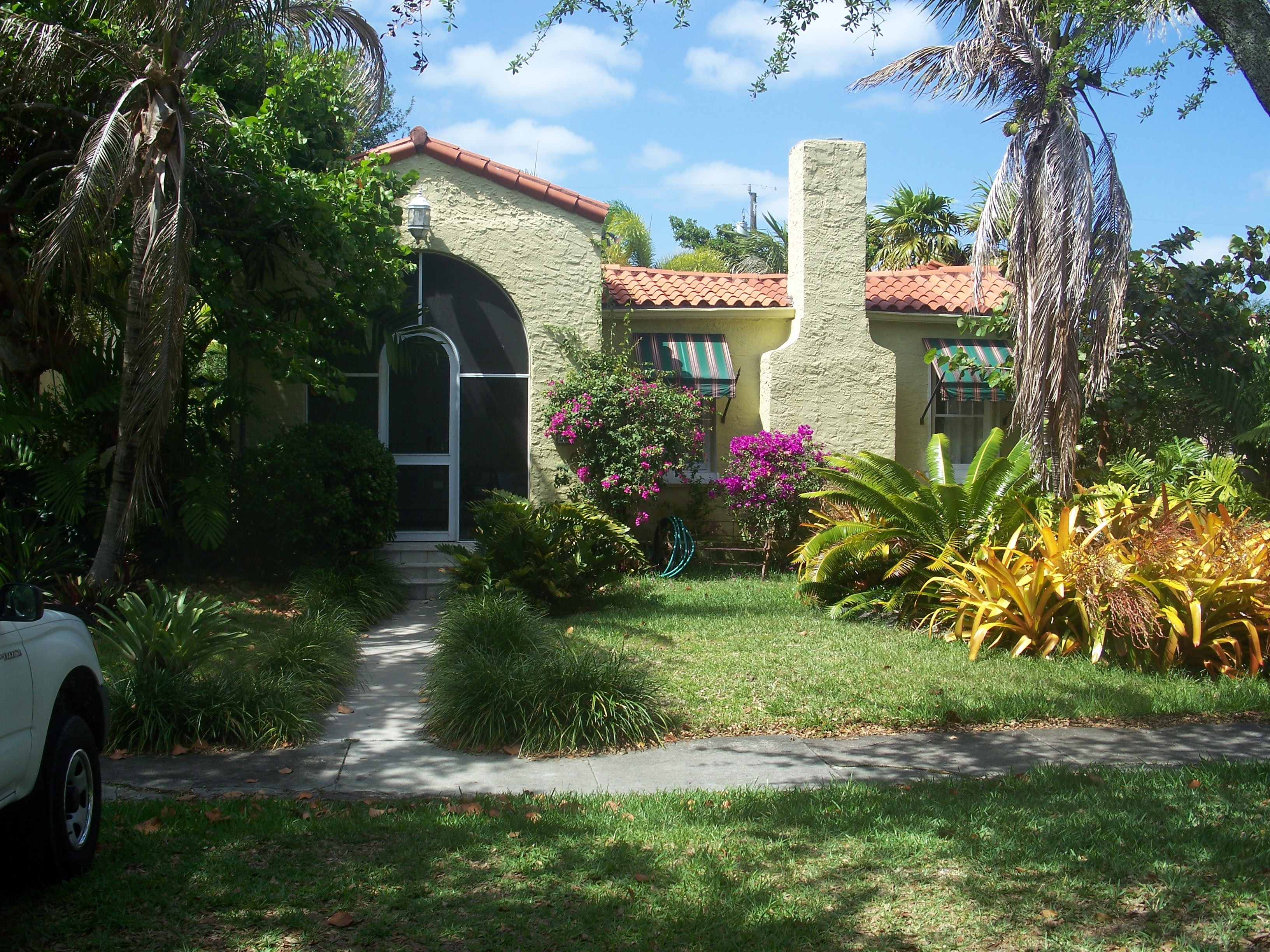
Edificio en 561 NE 101st Street
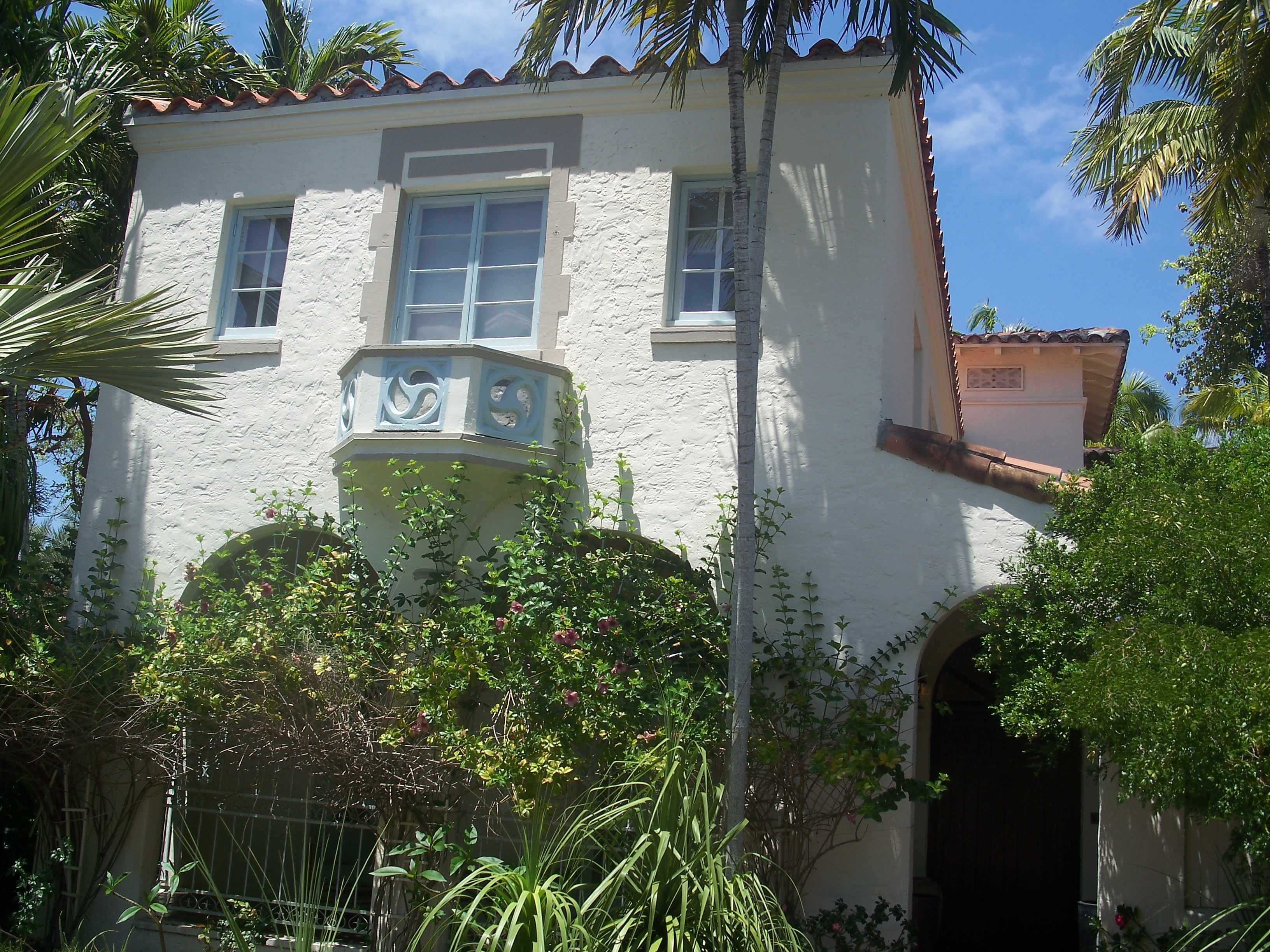
Edificio en 577 NE 96th Street